# Wereldbeker schaatsen 2009/2010 - 3000 en 5000 meter vrouwen
De Wereldbeker schaatsen 2009/2010 - 3000/5000 meter vrouwen begon op 6 november 2009 in Berlijn en eindigde op 12 maart 2010 in Heerenveen. Titelverdedigster Martina Sáblíková uit Tsjechië wist haar titel te prolongeren.
Deze wereldbekercompetitie was tevens het kwalificatietoernooi voor zowel de 3000 meter als de 5000 meter op de Olympische Winterspelen van 2010.

## 2008/09 Eindpodium
| Medaille | Atleet            | Punten |
| -------- | ----------------- | ------ |
| Goud:    | Martina Sáblíková | 610    |
| Zilver:  | Daniela Anschütz  | 375    |
| Brons:   | Kristina Groves   | 375    |

## Podia
| Wedstrijd:           | Goud:                       | Tijd       | Zilver:                          | Tijd    | Brons:                           | Tijd    |
| Berlijn 3000m        | Martina Sáblíková Tsjechië  | 4.00,75 BR | Masako Hozumi Japan              | 4.06,25 | Stephanie Beckert Duitsland      | 4.07,17 |
| Heerenveen 3000m     | Stephanie Beckert Duitsland | 4.05,29    | Martina Sáblíková Tsjechië       | 4.05,68 | Daniela Anschütz Duitsland       | 4.05,73 |
| Hamar 5000m          | Martina Sáblíková Tsjechië  | 6.50,07 BR | Stephanie Beckert Duitsland      | 6.52,79 | Daniela Anschütz Duitsland       | 6.59,62 |
| Calgary 3000m        | Stephanie Beckert Duitsland | 3:56.80    | Martina Sáblíková Tsjechië       | 3:56.83 | Daniela Anschütz-Thoms Duitsland | 3:58.07 |
| Salt Lake City 3000m | Martina Sáblíková Tsjechië  | 3:56.29    | Stephanie Beckert Duitsland      | 3:57.78 | Kristina Groves Canada           | 3:58.67 |
| Heerenveen 3000m     | Martina Sáblíková Tsjechië  | 4:06.25    | Daniela Anschütz-Thoms Duitsland | 4:06.54 | Stephanie Beckert Duitsland      | 4:07.57 |

## Eindstand
| #  | Naam                     | BER | HVN | HAM | CAL | SLC | HVN | Totaal |
| -- | ------------------------ | --- | --- | --- | --- | --- | --- | ------ |
| 1  | Martina Sáblíková        | 100 | 80  | 100 | 80  | 100 | 150 | 610    |
| 2  | Stephanie Beckert        | 70  | 100 | 80  | 100 | 80  | 105 | 535    |
| 3  | Daniela Anschütz-Thoms   | 60  | 70  | 70  | 70  | 45  | 120 | 435    |
| 4  | Kristina Groves          | 50  | 60  | 50  | 60  | 70  | 90  | 380    |
| 5  | Masako Hozumi            | 80  | 32  | 30  | 40  | 40  | 36  | 258    |
| 6  | Maren Haugli             | 36  | 36  | 45  | 50  | 50  | 40  | 257    |
| 7  | Clara Hughes             | 40  | 50  | 60  | 24  | 36  | —   | 210    |
| 8  | Brittany Schussler       | 45  | 40  | —   | 36  | 32  | 28  | 181    |
| 9  | Ireen Wüst               | 24  | 45  | —   | 45  | 60  | —   | 174    |
| 10 | Shiho Ishizawa           | 28  | 28  | 40  | 10  | 24  | 10  | 140    |
| 11 | Renate Groenewold        | 18  | 16  | 20  | 8   | —   | 75  | 137    |
| 12 | Jilleanne Rookard        | 6   | 4   | 35  | 28  | 16  | 32  | 121    |
| 13 | Cindy Klassen            | 32  | 18  | —   | 32  | 21  | 18  | 121    |
| 14 | Katrin Mattscherodt      | 4   | 0   | 30  | 18  | 28  | 24  | 104    |
| 15 | Catherine Raney-Norman   | 25  | 14  | 25  | 21  | 14  | —   | 99     |
| 16 | Diane Valkenburg         | 10  | 25  | —   | 16  | 0   | 45  | 96     |
| 17 | Nancy Swider-Peltz, Jr   | 11  | 12  | 25  | 12  | 8   | 21  | 89     |
| 18 | Moniek Kleinsman         | 21  | 21  | 15  | 5   | 10  | 14  | 86     |
| 19 | Elma de Vries            | —   | —   | 35  | —   | 25  | 16  | 76     |
| 20 | Lee Ju-Youn              | 15  | 24  | —   | 6   | 12  | —   | 57     |
| 21 | Hiromi Otsu              | 12  | 8   | 13  | 15  | 6   | —   | 54     |
| 22 | Cathrine Grage           | 8   | 0   | 21  | 0   | 15  | 8   | 52     |
| 23 | Eri Natori               | 0   | 6   | 9   | 19  | 5   | 12  | 51     |
| 24 | Wang Fei                 | 0   | —   | 15  | 25  | —   | —   | 40     |
| 25 | Anna Rokita              | 0   | 1   | 7   | 11  | 19  | —   | 38     |
| 26 | Luiza Zlotkowska         | 6   | 8   | 8   | 8   | 8   | —   | 38     |
| 27 | Svetlana Vysokova        | 2   | 11  | 18  | 0   | 6   | —   | 37     |
| 28 | Mari Hemmer              | 4   | 19  | 5   | 0   | 0   | —   | 28     |
| 29 | Eriko Ishino             | 16  | 10  | 0   | 0   | 2   | —   | 28     |
| 30 | Noh Seon-yeong           | 19  | 6   | —   | 0   | 0   | —   | 25     |
| 31 | Fu Chunyan               | 0   | 2   | 6   | 1   | 11  | —   | 20     |
| 32 | Claudia Pechstein        | —   | —   | —   | —   | 18  | —   | 18     |
| 33 | Park Do-Yeong            | 3   | 15  | —   | 0   | 0   | —   | 18     |
| 33 | Maria Lamb               | 5   | 0   | 10  | —   | 0   | —   | 15     |
| 35 | Jorien Voorhuis          | —   | —   | —   | 14  | 0   | —   | 14     |
| 36 | Katarzyna Bachleda-Curuś | 14  | 0   | —   | —   | —   | —   | 14     |
| 37 | Annouk van der Weijden   | 8   | 0   | 4   | —   | —   | —   | 12     |
| 38 | Nicole Garrido           | 0   | 0   | 11  | 0   | —   | —   | 11     |
| 39 | Yuliya Skokova           | 0   | 0   | —   | 6   | 0   | —   | 6      |
| 40 | Paulien van Deutekom     | —   | —   | —   | —   | 4   | —   | 4      |
| 41 | Galina Likhachova        | 0   | —   | —   | 4   | —   | —   | 4      |
| 42 | Kristina Tsybina         | —   | —   | 3   | —   | —   | —   | 3      |
| 43 | Isabell Ost              | 2   | 0   | —   | 0   | 1   | —   | 3      |
| 43 | Katarzyna Woźniak        | 1   | —   | —   | 2   | —   | —   | 3      |
| 45 | Gretha Smit              | —   | —   | 2   | —   | —   | —   | 2      |
| 46 | Olga Graf                | 0   | 0   | 1   | —   | —   | —   | 1      |
| 46 | Alexandra Lipp           | 1   | —   | —   | —   | —   | —   | 1      |

## Wereldbekerwedstrijden
Hier volgt een overzicht van de top 10 per wereldbekerwedstrijd en de Nederlanders.

### Berlijn 3000m
| rang   | schaatser              | tijd    | punten |
| ------ | ---------------------- | ------- | ------ |
| Goud   | Martina Sáblíková      | 4.00,75 | 100    |
| Zilver | Masako Hozumi          | 4.06,25 | 80     |
| Brons  | Stephanie Beckert      | 4.07,17 | 70     |
| 4      | Daniela Anschütz       | 4.07,87 | 60     |
| 5      | Kristina Groves        | 4.07,98 | 50     |
| 6      | Brittany Schussler     | 4.09,42 | 45     |
| 7      | Clara Hughes           | 4.09,77 | 40     |
| 8      | Maren Haugli           | 4.10,00 | 36     |
| 9      | Cindy Klassen          | 4.11,37 | 32     |
| 10     | Shiho Ishizawa         | 4.11,92 | 28     |
|        |                        |         |        |
| 11     | Ireen Wüst             | 4.12,01 | 24     |
| 12     | Moniek Kleinsman       | 4.12,18 | 21     |
| 13     | Renate Groenewold      | 4.12,57 | 18     |
| 17     | Diane Valkenburg       | 4.14,18 | 10     |
| 18     | Annouk van der Weijden | 4.14,28 | 8      |

### Heerenveen 3000m
| rang   | schaatser              | tijd    | punten |
| ------ | ---------------------- | ------- | ------ |
| Goud   | Stephanie Beckert      | 4.05,29 | 100    |
| Zilver | Martina Sáblíková      | 4.05,68 | 80     |
| Brons  | Daniela Anschütz       | 4.05,73 | 70     |
| 4      | Kristina Groves        | 4.06,76 | 60     |
| 5      | Clara Hughes           | 4.08,88 | 50     |
| 6      | Ireen Wüst             | 4.09,34 | 45     |
| 7      | Brittany Schussler     | 4.09,36 | 40     |
| 8      | Maren Haugli           | 4.10,03 | 36     |
| 9      | Masako Hozumi          | 4.10,76 | 32     |
| 10     | Shiho Ishizawa         | 4.10,81 | 28     |
|        |                        |         |        |
| 12     | Moniek Kleinsman       | 4.11,34 | 21     |
| 14     | Renate Groenewold      | 4.11,87 | 16     |
|        |                        |         |        |
| B1     | Diane Valkenburg       | 4.10,98 | 25     |
| B13    | Annouk van der Weijden | 4.14,45 | 0      |

### Hamar 5000m
| rang   | schaatser              | tijd    | punten |
| ------ | ---------------------- | ------- | ------ |
| Goud   | Martina Sáblíková      | 6.50,07 | 100    |
| Zilver | Stephanie Beckert      | 6.52,79 | 80     |
| Brons  | Daniela Anschütz       | 6.59,62 | 70     |
| 4      | Clara Hughes           | 7.00,24 | 60     |
| 5      | Kristina Groves        | 7.01,48 | 50     |
| 6      | Maren Haugli           | 7.08,72 | 45     |
| 7      | Shiho Ishizawa         | 7.09,04 | 40     |
| 8      | Elma de Vries          | 7.10,72 | 35     |
| 9      | Masako Hozumi          | 7.10,92 | 30     |
| 10     | Catherine Raney        | 7.12,35 | 25     |
|        |                        |         |        |
| 11     | Renate Groenewold      | 7.13,17 | 20     |
| 12     | Moniek Kleinsman       | 7.18,43 | 15     |
|        |                        |         |        |
| B15    | Annouk van der Weijden | 7.19,12 | 4      |
| B17    | Gretha Smit            | 7.23,46 | 2      |

### Calgary 3000m
| rang   | schaatser          | tijd       | punten |
| ------ | ------------------ | ---------- | ------ |
| Goud   | Stephanie Beckert  | 3.56,80    | 100    |
| Zilver | Martina Sáblíková  | 3.56,83    | 80     |
| Brons  | Daniela Anschütz   | 3.58,07    | 70     |
| 4      | Kristina Groves    | 3.58,11    | 60     |
| 5      | Maren Haugli       | 4.02,07    | 50     |
| 6      | Ireen Wüst         | 4.02,83    | 45     |
| 7      | Masako Hozumi      | 4.03,03    | 40     |
| 8      | Brittany Schussler | 4.03,22    | 36     |
| 9      | Cindy Klassen      | 4.03,48    | 32     |
| 10     | Jilleanne Rookard  | 4.03,70(1) | 28     |
|        |                    |            |        |
| 14     | Diane Valkenburg   | 4.04,98    | 16     |
| 15     | Jorien Voorhuis    | 4.04,99    | 14     |
| 18     | Renate Groenewold  | 4.07,55    | 8      |
| 20     | Moniek Kleinsman   | 4.11,45    | 5      |

### Salt Lake City 3000m
| rang   | schaatser            | tijd    | punten |
| ------ | -------------------- | ------- | ------ |
| Goud   | Martina Sáblíková    | 3.56,29 | 100    |
| Zilver | Stephanie Beckert    | 3.57,78 | 80     |
| Brons  | Kristina Groves      | 3.58,67 | 70     |
| 4      | Ireen Wüst           | 4.01,00 | 60     |
| 5      | Maren Haugli         | 4.01,19 | 50     |
| 6      | Daniela Anschütz     | 4.01,20 | 45     |
| 7      | Masako Hozumi        | 4.01,87 | 40     |
| 8      | Clara Hughes         | 4.02,14 | 36     |
| 9      | Brittany Schussler   | 4.03,17 | 32     |
| 10     | Katrin Mattscherodt  | 4.03,89 | 28     |
|        |                      |         |        |
| 16     | Moniek Kleinsman     | 4.05,97 | 12     |
| 21     | Renate Groenewold    | DNS     | 0      |
|        |                      |         |        |
| B1     | Elma de Vries        | 4.03,18 | 25     |
| B7     | Paulien van Deutekom | 4.09,38 | 4      |
| B24    | Jorien Voorhuis      | DNS     | 0      |
| B24    | Diane Valkenburg     | DNS     | 0      |

### Heerenveen 3000m
| rang   | schaatser          | tijd    | punten |
| ------ | ------------------ | ------- | ------ |
| Goud   | Martina Sáblíková  | 4.06,25 | 150    |
| Zilver | Daniela Anschütz   | 4.06,54 | 120    |
| Brons  | Stephanie Beckert  | 4.07,57 | 105    |
| 4      | Kristina Groves    | 4.08,17 | 90     |
| 5      | Renate Groenewold  | 4.09,74 | 75     |
| 6      | Diane Valkenburg   | 4.10,15 | 45     |
| 7      | Maren Haugli       | 4.11,00 | 40     |
| 8      | Masako Hozumi      | 4.12,38 | 36     |
| 9      | Jilleanne Rookard  | 4.13,14 | 32     |
| 10     | Brittany Schussler | 4.13,51 | 28     |
|        |                    |         |        |
| 14     | Elma de Vries      | 4.15,96 | 16     |
| 15     | Moniek Kleinsman   | 4.16,54 | 14     |

1985/1986 · 
1986/1987 · 
1987/1988 · 
1988/1989 · 
1989/1990 · 
1990/1991 · 
1991/1992 · 
1992/1993 · 
1993/1994 · 
1994/1995 · 
1995/1996 · 
1996/1997 · 
1997/1998 · 
1998/1999 · 
1999/2000 · 
2000/2001 · 
2001/2002 · 
2002/2003 · 
2003/2004 · 
2004/2005 · 
2005/2006 · 
2006/2007 · 
2007/2008 · 
2008/2009 · 
2009/2010 · 
2010/2011 · 
2011/2012 · 
2012/2013 · 
2013/2014 · 
2014/2015 · 
2015/2016 · 
2016/2017 · 
2017/2018 · 
2018/2019 · 
2019/2020 · 
2020/2021 · 
2021/2022 · 
2022/2023 · 
2023/2024 · 
2024/2025